# Крус, Уилсон
Уи́лсон Крус (англ. Wilson Cruz, настоящее имя Уилсон Эчеварри́я (англ. Wilson Echevarría); род. 27 декабря 1973) — американский актёр и активист.

## Ранние годы
Уилсон родился 27 декабря 1973 года в Бруклине, Нью-Йорк. В возрасте 19 лет он признался родителям в своей гомосексуальности. После этого отец выгнал его из дома, и в течение нескольких месяцев Крус жил у друзей и в своей машине. Он всё-таки помирился с родителями после того как стал известным.

## Карьера
Вскоре после ухода из дома, Крус отправился в Голливуд. Хотя в то время большинство гомосексуальных знаменитостей скрывали свою ориентацию или совершали камин-аут в конце карьеры, Уилсон всегда был открыт в этом вопросе.
Успех пришёл к нему в 1994 году, когда он получил роль подростка-гея Рики Васкеса в ставшем культовым сериале «Моя так называемая жизнь». В эпизоде «Так называемые ангелы», основанном на собственной истории Уилсона, его герой вынужден уйти из дома, когда семья узнаёт о его гомосексуальности.

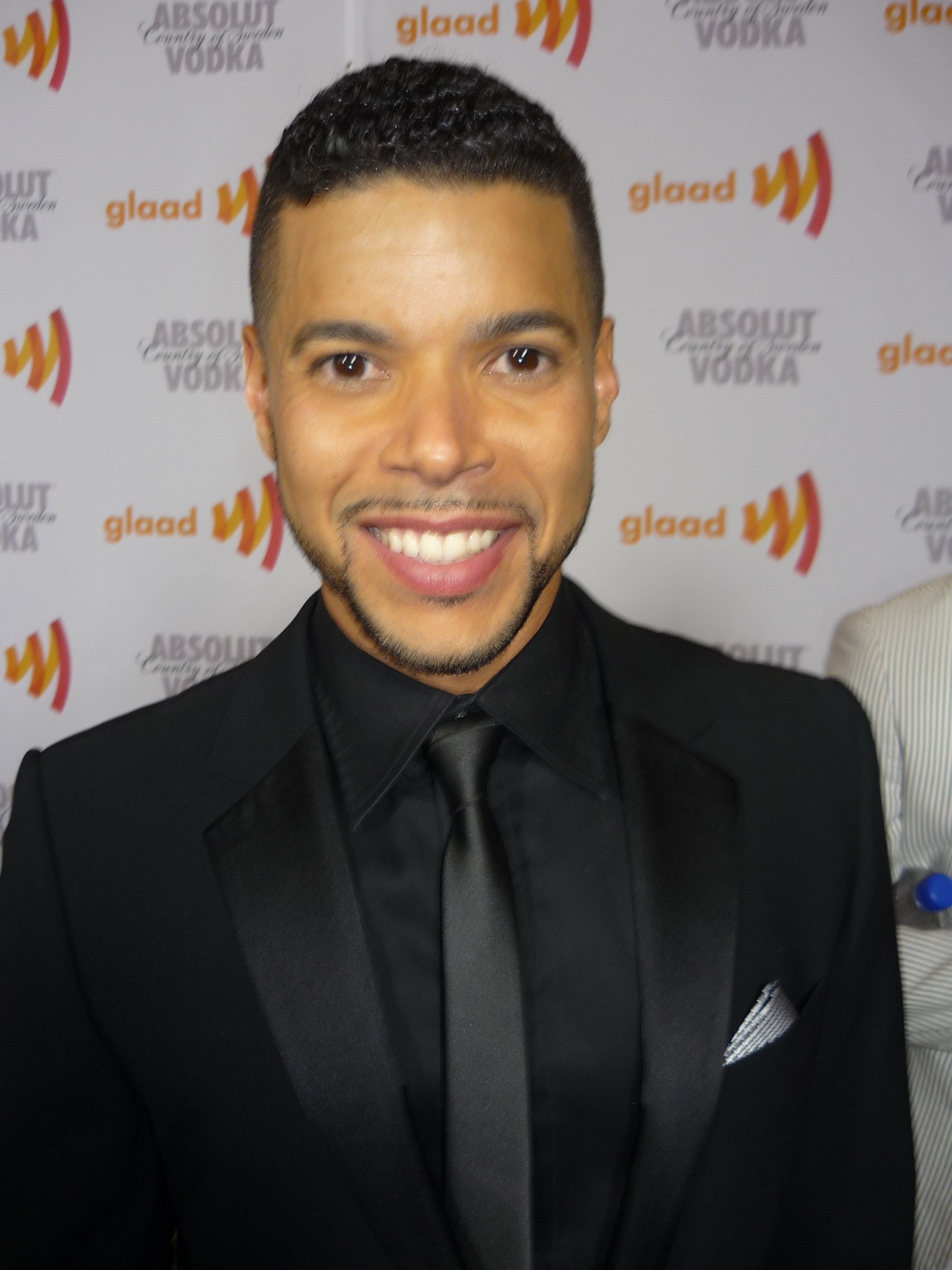
Уилсон Крус
на вручении премии
GLAAD Media Awards

После окончания «Моей так называемой жизни» Крус продолжил актёрскую карьеру. Наиболее заметными являются его роли в сериалах «Нас пятеро», «Ноев ковчег» и «13 причин почему». Также он появился в фильмах «Всё обо мне», «Клубная мания», «Обещать — не значит жениться», сериалах «Элли Макбил», «Скорая помощь», «Ищейка», «Детектив Монк», «Морская полиция: Спецотдел», «Мёртвые до востребования» и других.

## Активизм
Уилсон Крус — активный сторонник ЛГБТ-движения. Он был маршалом гей-прайдов в Голливуде в 1998 и Чикаго в 2005 году. Актёр посвящает много времени работе с молодыми гомосексуалами, представляющими национальные меньшинства. Крус принимает участие в работе молодёжного онлайн-сообщества на сайте Gay.com.

## Фильмография
| Год       |   | Русское название             | Оригинальное название       | Роль                         |
| --------- | - | ---------------------------- | --------------------------- | ---------------------------- |
| 1994—1995 | с | Моя так называемая жизнь     | My So-Called Life           | Рики Васкес (19 серий)       |
| 1995      | ф | Никсон                       | Nixon                       | Хоакин                       |
| 1996      | ф | Удар                         | Beat the Bash               | Кевин                        |
| 1996      | с | Сестра, сестра               | Sister, Sister              | Бобби (1 серия)              |
| 1996      | ф | На седьмой авеню             | On Seventh Avenue           | Рубен Диас                   |
| 1996      | ф | Джоны                        | Johns                       | Мики                         |
| 1997      | ф | Всё обо мне                  | All Over Me                 | Джесси                       |
| 1997      | ф | Поездка                      | Joyride                     | Джеймс                       |
| 1997      | с | Элли Макбил                  | Ally McBeal                 | Стивен (1 серия)             |
| 1999—2000 | с | Нас пятеро                   | Party of Five               | Виктор (11 серий)            |
| 2000      | ф | Сверхновая                   | Supernova                   | Бен                          |
| 2002      | с | Скорая помощь                | ER                          | Джеффри Крус (1 серия)       |
| 2003      | ф | Клубная мания                | Party Monster               | Андре «Анхель» Мелендес      |
| 2004      | с | Западное крыло               | The West Wing               | Джек Соса (2 серии)          |
| 2005      | с | Ищейка                       | The Closer                  | Человек в баре (1 серия)     |
| 2005      | ф | Бам-бам и Селеста            | Bam Bam and Celeste         | Тони                         |
| 2005—2006 | с | Ноев ковчег                  | Noah's Arc                  | Доктор Варгас (8 серий)      |
| 2006      | с | Детектив Монк                | Monk                        | Курящий техник (1 серия)     |
| 2006      | с | Связанный                    | Related                     | Роджер (1 серия)             |
| 2006      | с | Американский папаша          | American Dad!               | Эндрю (1 серия)              |
| 2006      | ф | Свидание вслепую             | Coffee Date                 | Келли                        |
| 2007      | с | Морская полиция: Спецотдел   | NCIS                        | Тодд Райдер (1 серия)        |
| 2008      | ф | Ода                          | The Ode                     | Эдриан                       |
| 2008      | с | Адвокаты Нью-Йорка           | Raising the Bar             | Рафаэль де ла Крус (1 серия) |
| 2007—2009 | с | Рик и Стив                   | Rick & Steve                | Эван (13 серий)              |
| 2009      | с | Мёртвые до востребования     | Pushing Daisies             | Сид Танго (1 серия)          |
| 2009      | ф | Обещать — не значит жениться | He's Just Not That Into You | Нэйтан                       |
| 2009      | ф | Мой сексуальный список       | The People I've Slept With  | Гэбриэл                      |
| 2014—2015 | с | Красные браслеты             | Red Band Society            | Кенджи Гомес-Рехон           |
| 2016      | с | Любовницы                    | Mistresses                  | Данте / стилист Гарри        |
| 2016      | с | Бесстыдники                  | Shameless                   | бармен                       |
| 2017      | ф | После Луи                    | After Louie                 | Матео                        |
| 2017      | с | Сомнение                     | Doubt                       | Флориел Мартинес             |
| 2017—2018 | с | 13 причин почему             | 13 Reasons Why              | Деннис Васкес                |
| 2017—2024 | с | Звёздный путь: Дискавери     | Star Trek: Discovery        | доктор Хью Калбер            |
| 2017      | с | Истсайдеры                   | Eastsiders                  | Джерри                       |